# 5952 Дейвмоне
5952 Дейвмоне (5952 Davemonet) — астероїд головного поясу, відкритий 4 березня 1987 року.
Тіссеранів параметр щодо Юпітера — 3,601.